# 機動戰士GUNDAM 0083：Stardust Memory
《機動戰士GUNDAM0083：STARDUST MEMORY》（日語：機動戦士ガンダム0083 STARDUST MEMORY）是GUNDAM系列作品當中的一部OVA动画。一共13集、1991年5月份最初在日本发行、最后一集在1992年9月份发行完毕。

## 故事

### 事端
一年战争完結後三年，基於地球聯邦軍重建計畫而被提議的「GUNDAM開發計劃」開始執行，其中兩台原型機RX-78 GP01與RX-78 GP02A為了進行性能測試而搬運至澳大利亚基地。吉翁殘黨查知此項計畫，於是襲擊基地企圖奪取裝載有核彈的GP02A。曾經被稱為「所羅門的惡夢」的吉翁軍王牌駕駛員阿納貝爾·卡多少校成功的搭上了GP02A，但是在企圖脫離的GP02A面前，新手測試駕駛員浦木宏駕駛了GP01攔阻，揭開了宇宙世紀0083年迪拉茲紛爭的序幕。

### 發展
奪取GP02的阿納貝爾·卡多前往非洲金巴萊德礦山基地，在當地殘黨軍領袖諾恩·比達少將的協助下成功以HLV脫離地球，回到暗礁空域，由艾裘·迪拉茲中將所領導的吉翁殘黨（迪拉茲艦隊）基地。並糾集地球圈吉翁軍殘存勢力向地球聯邦宣戰，作戰代號為「星塵」。其後阿納貝爾·卡多以GP02A襲擊聯邦軍於金米島（舊吉翁軍所羅門要塞）宙域舉行的閱艦典禮，並以核彈摧毀了2/3的聯邦艦隊，戰鬥中GP01Fb與GP02同歸於盡。同時西瑪·卡拉豪中校所率領的海軍陸戰部隊，劫持兩座太空殖民地，並使其中之一向月球落下，而後藉由月面都市馮·布朗的設施令其再改變軌道朝向地球而去。
正當迪拉茲艦隊為使殖民地順利落下，準備與聯邦軍軌道機動艦隊決戰時，西瑪在联邦军的许诺下叛變並殺害迪拉茲（實為迪拉茲被西瑪脅持當人質時自盡）。聯邦軍方的加米托夫派也試圖以SOLAR SYSTEM II系統烧毁殖民地。加米托夫派试图把自身塑造成一个最后拯救地球的英雄形象，待吉翁宣佈投降後，打擊聯邦內部崛起的高文派成員。卡多則趁着高文派对已投向加米托夫派的西玛舰队攻击所造成的阵线混乱，率領殘餘部隊突破聯邦軍所布置的SOLAR SYSTEM II防线并成功摧毁天幕II系统控制舰。在UC0083年11月13日凌晨00:34分、殖民地最终撞入地球、但是没有像聯邦軍预期的那样撞到總部賈布羅，而是落在北美洲平原穀倉地帶。殖民地下落後加米托夫派则改变计划利用新的恐慌建立了迪坦斯，控制了軍隊。

### 结果
- 宇宙世紀0083年12月4日、地球聯邦軍內激進派高階將領成立特殊武裝部隊迪坦斯，为后續的《機動戰士Z GUNDAM》构成舞台。
- 阿尔比昂被指派新任舰长、埃帕·席納普斯舰长因违抗上级命令、擅自将战舰私有化与攻击友军（西玛舰队）而遭到枪決（僅於完結篇片末字幕中表明）。
- 阿尔比昂号上人员，除浦木宏、查克·奇斯、摩拉·巴席特外全員收編至迪坦斯，并被配属在亚历山大级重巡洋舰AL-GIZEH号上。
- 亞納海姆電子冯·布朗基地的负责人歐薩里班董事因为提供AGX-04（RX78 GP04）给西玛以及轉變殖民地動向，害怕被聯邦政府追究而自殺。（一说为迪坦斯所暗杀）
- 浦木宏因「擅自使用最高機密的GP系列」罪名，被军事法庭判处一年有期徒刑，不久之後RX78-GP系列开发计划被軍方抹消，造成浦木的罪状也因而撤销，除罪後浦木與奇斯調往北美基地服役。

## 登場機體

### 地球联邦军
機動兵器
- GUNDAM RX-78GP01 傑菲蘭沙斯
  - GUNDAM RX-78GP01Fb
- GUNDAM RX-78GP03D 典多洛比姆
  - GUNDAM RX-78GP03S 史迪蒙
  - GUNDAM RX-78GP03O
- RGM-79系列机动战士
  - RGM-79C 吉姆改
  - RGM-79 吉姆強化型
  - RGM-79N 吉姆特裝型
  - RGC-83 吉姆加農型Ⅱ
  - RGM-79Q 吉姆镇暴型
- RB-79C 鋼球修改型
- MS-06F2 薩克IIF2型

戰艦
- LMSD-78/MSC-07 阿爾比昂
- 麥哲倫級改
- 薩拉米斯級改

運輸機
- C-88 Medea

### 迪拉茲艦隊
機動兵器
- GUNDAM RX-78GP02A
- AGX-04 卡貝拉
- MS-06系列机动战士
  - MS-06F2 薩克II F2型
- MS-09系列机动战士
  - MS-09F/trop 熱帶型德姆
  - MS-09R-2 力克·德姆II
  - YMS-09R-2 试作型力克·德姆II
- MS-14系列機動戰士
  - MS-14F 蓋古克M
  - MS-14Fs 蓋古克M
- MS-21C 特拉傑
- YMS-16 札梅爾
- AMX-002（AMA-X2） 諾耶·吉爾

戰艦
- 格瓦金級（格瓦典）
- U-801 尤金級（翻新型）
- 姆塞級改
- 桑吉巴爾II級（莉莉馬蓮）

運輸艦
- Papua級
- Pazock級

## 創作與製作
雖然官方並沒有承認，但本作有一些地方被坊間認為具有1986年美國電影《Top Gun》的影子，尤以女主角的髮型及軍機工程師身份最為明顯。

## 作品解說
本作品如同其標題「0083」主要是敘述《機動戰士GUNDAM》（0079）到《機動戰士Z GUNDAM》（0087）之間所發生的故事，為歷史的空白作了填補。《0083》本身在畫面水準就是非常高品質之作，由於在系列發售中途就決定藉由重新剪輯方式製作電影版，所以系列進入後半的作畫品質又更加提升。
在作品中以個人觀點來看待這場戰爭的妮娜·帕普頓，與憎恨所謂「吉翁大義」的西瑪·卡拉豪等人，對於身為「敵人」角色的迪拉茲陣營多所批判。但是在《0083》的愛好者當中，認同迪拉茲思想的比例卻佔了壓倒性多數。一般認為這是對於迪拉茲本身人格的崇高，以及卡多對於其敵手浦木宏的應對態度博得純粹的好感所致。其後所製作的劇場版「吉翁的殘光」更刪去了大部分與妮娜有關的戲份，使得整部作品看來更像是迪拉茲艦隊的讚美詩。
聯邦軍隊內部的派系倾轧在整個星塵作戰中產生了重大的作用，首先在明知對方控制核武的情況下，仍然舉行閱艦儀式，以誘惑迪拉茲艦隊決戰。之後在有可能阻止殖民地落入地球的情況下，由于阿尔比昂号舰长派系不服从加米托夫派巴斯克的指挥，造成防守力不足以及浦木宏等人执意对友军西玛舰队的攻击造成的混乱，给了卡多執行特攻的机会。最后卡多成功击毁「天幕II」系统控制舰，使「天幕II」未能完全消灭殖民地以阻止其坠落地球，失去了最后挽回的机会。但同时也藉此打压了联邦军内部的高文派，巩固其在联邦军内部的地位。
同時商人與投機主義者的戰爭時行爲也值得深思。商人阿纳海姆电子冯·布朗基地的负责人，在戰爭中微妙的保持雙方的力量平衡以從中牟利。投機主義者西瑪·卡拉豪在戰爭中完全處於自己的立場考慮，兩面討好以謀求對自己有利的局面。
本來《0083》的製作計畫可說是從《GUNDAM前哨戰》的動畫化企畫所開始，所以實際的角色，設定資料，與故事走向與《GUNDAM前哨戰》有許多類似之處。經過《GUNDAM前哨戰》與《0083》的洗禮，一部份著重軍武設定與描寫的「軍事派」鋼彈迷抬頭，並且經常以嚴厲的角度來檢視後續系列作品的寫實性。

## 相關作品

### 劇場版
機動戰士鋼彈0083：吉翁的殘光（日語：機動戦士ガンダム0083 ジオンの残光）
日本：1992年8月29日首映
香港：1992年12月19日首映，由安樂影片有限公司發行，當時中文譯名為《機動戰士高達0083 至惡之殘光》。（在香港一般被譯為「自護」，但本作早期的香港粵語版本中卻被譯作「至惡」，1992年安樂發行的劇場版，1993年世紀發行的OVA版影碟皆採用此譯名。然而安樂於1991年發行的《馬沙之反擊》影帶仍是採用「自護」。）
主要由OVA版剪輯而成，並有加入一些新過場片段。劇場版與OVA版的主要差異舉例：劇場版是從女主角的回憶開始，OVA版則無此倒敘形式；劇場版並刪除了OVA第13集結尾男女主角的重逢片段。

### 广播剧
- （倫卡洋面砲擊戰，1992年）
描述第七話到第八話之間阿爾比昂戰隊在暗礁空域與迪拉茲艦隊偶發的一場遭遇戰。該戰鬥中由於諸種不利因素無法使用MS作戰，而演變為艦砲互射的砲擊戰。以阿爾比昂砲術長休茲上尉為主角，描述MS駕駛員之外的宇宙軍人心態。
- （宇宙的蜉蝣，1992年）
描述西瑪與部下們在一年戰爭期間，奉命以毒瓦斯攻擊殖民地，其後又被吉翁軍高官當作推卸責任的棄卒的經過；以及0083本篇的劇情交替呈現。為西瑪在0083本篇中為何與聯邦軍串通並殺害迪拉茲的背景作了註解。[7]
- （宇宙的蜉蝣 2，2016年）
2016年发行的Blu-Ray Box中收录。采用原有旧画面（还包含《默示录 0079》中的画面）+新画面搭配的形式。

### 漫畫版
- 《機動戰士鋼彈0083 REBELLION》漫畫：夏元雅人

於2013年8月號的《GUNDAM ACE》月刊開始連載至2013年5月號（中文版單行本：台灣角川）。
單行本全18卷
：追加及修改與原作不同的劇情（例如：推遲巴寧大尉戰死；凱利成功與賈圖會合，後與胡勒奇阻止殖民衛星墜落；賈圖最後下落不明；絲瑪等人最後生還隱姓埋名）；追加原作以外角色登場（例如：08MS小隊的山達斯）；追加原作機體登場（例如：高達GP01的複合裝甲及水中戰鬥型態；被聯邦軍修復的魔霸）；追加原作完結後的劇情，主要以加入泰坦斯後蒙西亞為主線，追擊自稱賈圖的人及為首的新迪拉斯艦隊。

## 主要工作人員
- 原作：矢立肇‧富野由悠季
- 導演：加瀬充子（1-7）‧今西隆志（8-13）
- 編劇：五武冬史‧遠藤明範‧大熊朝秀（今西隆志）‧高橋良輔
- 音樂：萩田光男
- 人物設定‧總作畫監督：川元利浩
- 機械設定：河森正治‧‧明貴美加‧石津泰志
- 人物作畫監督：川元利浩‧逢坂浩司‧菅野宏紀
- 總機械作監：佐野浩敏
- 美術監督：東潤一
- 製作：、Sunrise

## 各集名稱
1. （高達強奪）
2. （無止盡的追擊）
3. （亞爾比翁出擊）
4. （熱砂的攻防戰）
5. （高達，飛向星海）
6. （馮·布朗的戰士）
7. （蒼藍光輝的火焰）
8. （策謀的宙域）
9. （所羅門的惡夢）
10. （激突戰域）
11. （玫瑰人生號）
12. （強襲、阻止臨界點）
13. （奔馳而過的風暴）

## 音乐

### 片頭曲
1. The Winner -
2. MEN OF DESTINY - MIO

### 片尾曲
1. Magic - Jacob Wheeler
2. Evergreen - MIO
3. True Shining -

### 插曲
1. BACK TO PARADISE

《The Winner》的英文版。

## 外部連結
- 官方網站 （页面存档备份，存于）（日語）
- 互联网电影数据库（IMDb）上《Mobile Suit Gundam 0083 Last Blitz of Zeon》的资料（英文）